# Guinagourou
Guinagourou är en ort i Benin.   Den ligger i departementet Borgou, i den centrala delen av landet, 300 km norr om huvudstaden Porto-Novo. Guinagourou ligger 397 meter över havet och antalet invånare är 11 411.
Terrängen runt Guinagourou är huvudsakligen platt. Guinagourou ligger uppe på en höjd. Runt Guinagourou är det glesbefolkat, med 18 invånare per kvadratkilometer.. Det finns inga andra samhällen i närheten. 
Omgivningarna runt Guinagourou är huvudsakligen savann.